# Irland i olympiska vinterspelen 1992
Irland deltog med fyra deltagare vid de olympiska vinterspelen 1992 i Albertville. Ingen av landets deltagare erövrade någon medalj.

## Bob
- Gerry Macken
- Pat McDonagh
- Terry McHugh
- Malachy Sheridan